# Güzçimeni, Ardahan
Güzçimeni là một xã thuộc thành phố Ardahan, tỉnh Ardahan, Thổ Nhĩ Kỳ. Dân số thời điểm năm 2010 là 101 người.